# Helen Keller
 Helen Adams Keller (Tuscumbia, Alabama, 1880. június 27. – Easton, Connecticut, 1968. június 1.) amerikai író, aktivista és előadó. Ő volt az első siketvak diák, aki egyetemi diplomát szerzett. Szobra található a washingtoni Capitoliumban. 
A The Miracle Worker (A csodatévő) című színmű drámai jeleneteiből ismert az, miképp törte át Keller tanára, Anne Sullivan, a csaknem teljes kommunikációs eszköz hiánya okozta elszigetelődést és hogyan virágzott ki a kislány, amikor megtanulta a kapcsolatteremtést.
Kevésbé ismert azonban Keller életének alakulása tanulmányai befejezése után. Termékeny író volt, sokat utazott, és hirdette háborúellenes nézeteit. Kiállt a női egyenjogúság, a munkásosztály jogai és a szocializmus mellett.

## Gyermekkora és korai betegsége

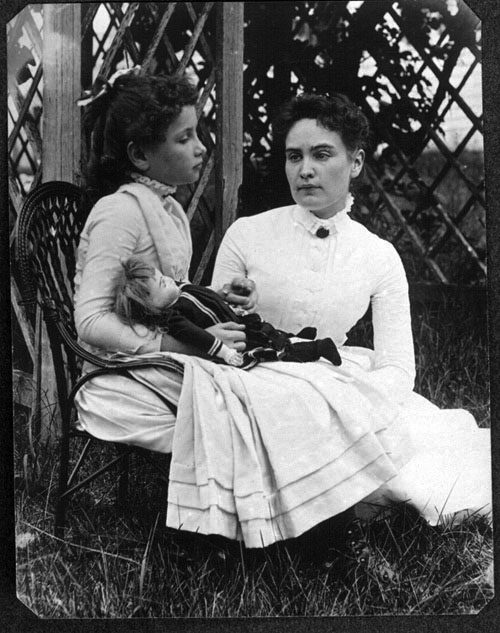
A 8 éves Helen Keller és tanítója, Anne Sullivan vakációja. Cape Cod, 1888 júliusában (egy 2008-ban megtalált fénykép)

Helen Keller egy Ivy Green nevű birtokon született. Családja német eredetű, édesapja svájci származású. Születésekor egészséges volt, de tizenkilenc hónapos korában súlyos beteg lett. Orvosai „heveny gyomortáji és agyi vértolulást” állapítottak meg nála, ami valószínűleg skarlát vagy agyhártyagyulladás lehetett. A betegség nem tartott sokáig, de siketség és vakság lett a következménye. Abban az időben csak egyetlen emberrel tudott Helen kommunikálni, mégpedig Martha Washingtonnal, a család szakácsának hatéves kislányával, aki saját jelnyelvet alakított ki a beteg kislánnyal. Egy év múlva már mintegy 60 jelet tudtak használni.
„Siket-vak gyermekek (pszichológiai fejlődés a tanulási folyamatban)” című doktori disszertációjában (megjelent 1971, Sérültek Moszkvai Intézete) Mescserjakov szovjet vak-siket pszichológus amellett érvel, hogy a kis Martha barátsága és tanítása létfontosságú volt Keller későbbi fejlődésének lehetővé tételében.

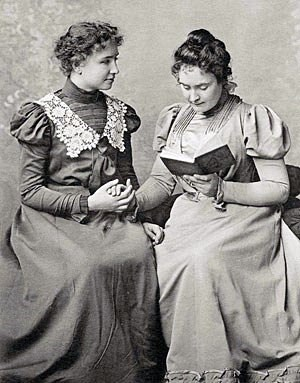
Helen Keller és tanára, Anne Sullivan.

1886-ban Keller anyja Charles Dickens American Notes (Amerikai jegyzetek) című írásában olvasott egy Laura Bridgman (tanára Samuel Gridley Howe) nevű siketvak kislány sikeres taníttatásáról. Az édesanyát ez arra ösztönözte, hogy az ifjú Helent apja kíséretében Dr. J. Julian Chisolm baltimori szem-fül-orr-gége specialistához küldje vizsgálatra. Ez az orvos azután megismertette a családot Alexander Graham Bellel, aki akkoriban siket gyermekekkel foglalkozott. Bell tanácsára a szülők felkeresték a Vakok Perkins Intézetét Bostonban, azt az iskolát, ahol Bridgmant is tanították. Az iskola volt diákját, Anne Sullivant küldte a családhoz Helen tanítójául. Az akkor még csak húszéves Sullivan maga is látássérült volt. Így kezdődött az a 49 évig tartó kapcsolat, aminek során Sullivan tanítónője, nevelőnője, társalkodónéje lett Kellernek.
Sullivan engedélyt kapott Keller édesapjától, hogy a kislányt elválassza családjától, és kis, kerti házukban oktassa. Első feladata az elkényeztetett kislány fegyelemre szoktatása volt. Keller aznap ért el áttörést a kommunikációban, amikor rájött, hogy tanára a vizet jelképező mozdulatokat végez a tenyerén, miközben vizet csorgat rá. Ezek után kimerülésig kérdezgette Sullivant, hogy megtanulja a számára ismerős többi tárgy nevét, mint például legkedvesebb babájáét. 1890-ben a tízéves Helen Keller megismerte egy norvég siketvak kislány, Ragnhild Kåta történetét, aki megtanult beszélni. Kåta sikerén felbuzdulva Keller is meg akart tanulni beszélni. Sullivan a Tadoma-módszerrel tanította kis diákját, melyet két további eszközzel egészített ki: egyrészt Helen megérintette a beszélők ajkait és torkát, másrészt Sullivan ujjaival betűzött a kislány kezén. Később Keller megtanulta a Braille-írás használatát, aminek segítségével nemcsak angol, hanem francia, német, görög, és latin műveket is olvasott.

## Iskolai tanulmányai
1888-ban Keller a Royal Institute For the Blind (Vakok Királyi Intézete) tanulója lett. 1894-ben Helen Keller és Anne Sullivan New Yorkba költöztek, ahol a Wright-Humason School for the Deaf (Wright-Humason-féle Siketek Iskolája) és Horace Mann School for the Deaf (Horace Mann Siketek Iskolája) intézményeibe jártak. 1896-ban visszatértek Massachusetts-be, és Helen beiratkozott a The Cambridge School for Young Ladies (Ifjú Hölgyek Cambridge Iskolája) intézetbe, majd 1900-ban felvételt nyert a Radcliffe Főiskolára. Csodálója, Mark Twain bemutatta őt a Standard Oil mágnásának, Henry H. Rogers-nek, aki a feleségével együtt anyagi támogatást biztosított Keller tanulmányaihoz. 1904. június 28-án 24 évesen, Keller magna cum laude kitüntetéssel diplomázott, és egyben ő lett az első siketvak, aki egyetemi bölcsészdiplomát szerzett.

## Társai
Anne Sullivan jóval tanári munkája befejezése után is Helen Keller mellett maradt. Anne John Macy felesége lett 1905-ben, majd 1914 körül hanyatlásnak indult az egészsége. Felvették Polly Thompsont házvezetőnőnek. Ennek a fiatal skót lánynak nem volt tapasztalata siket vagy vak emberekkel. Később titkári pozíciót is betöltött, sőt állandó társ lett Helen mellett.
Miután Anne 1936-ban meghalt, Helen és Polly Connecticutba költöztek. Beutazták a világot és gyűjtést rendeztek a nemlátók javára. Polly 1957-ben agyvérzést kapott, amiből sosem gyógyult meg igazán, végül 1960-ban elhunyt.
Helen életének további részében Winnie Corbally lett a kísérője.

## Politikai tevékenysége
Keller világhírű szerző és szónok lett. A fogyatékos emberek és számos más ügy szószólójaként emlegetik. Pacifista szüfrazsett volt, Wilson-ellenes, radikális szocialista, egyetértett a születésszabályozással. 1915-ben megalapította a Helen Keller International nevű nonprofit szervezetet a vakság megelőzésére. 1920-ban részt vett az American Civil Liberties Union (ACLU) megalapításában. Keller és Sullivan több mint 39 országban fordultak meg, számos alkalommal jártak Japánban, ahol a japánok különösen a szívükbe zárták őket. Keller minden amerikai elnökkel találkozott Grover Clevelandtől Lyndon B. Johnsonig, és jó néhány híresség, például Alexander Graham Bell, Charlie Chaplin, Mark Twain barátságát élvezte. Keller az Amerikai Szocialista Párt tagjaként gyakran kampányolt és írt a munkásosztály támogatására 1909 és 1921 között. A szocialista párti Eugene V. Debs elnökjelölt támogatója volt.
Miután Keller kinyilvánította szocialista nézeteit, azok az újságírók, akik bátorságáról és intelligenciájáról zengtek, hirtelen fogyatékosságaival kezdtek foglalkozni. A Brooklyn Eagle (Brooklyni Sas) szerkesztője szerint „fejlődésének szemmel látható határaiból erednek a hibái”. Keller megválaszolt a szerkesztőnek, utalva a találkozásukra, amikor az újságíró még nem ismerte Helen politikai nézeteit.
Akkoriban a bókok, amikkel illetett, olyan szépek voltak, hogy még a gondolatukra is elpirulok. Azonban mióta szót emeltem a szocializmus mellett, arra emlékeztet engem és a közvéleményt, hogy siket és vak vagyok, így sokkal könnyebben követek el hibákat. Talán csökkent az intelligenciám az évek során, mióta legutóbb találkoztunk… Oh, nevetséges Brooklyni Sas! Szociálisan vak és siket lévén egy tűrhetetlen rendszert pártfogol, egy olyan rendszert, ami sokakat fizikailag megvakít és megsiketít, ami ellen küzdünk.
1912-ben Keller csatlakozott az IWW avagy Wobblies néven is emlegetett Industrial Workers of the World (Ipari Munkások Világtanácsa) nevű szervezethez, és azt nyilatkozta, hogy a parlamenti szocializmus „a politika mocsarába süllyedt”. Az IWW írója volt 1916 és 1918 között. A Why I Became an IWW (Miért lettem IWW-tag?) című művében Keller részletezi, hogy tevékenységének mozgatórugója részben a vakság és más fogyatékosságok iránti érzékenysége:
Meghívtak egy bizottságba, amely a vakok helyzetének kivizsgálásával hivatott foglalkozni. Én, aki a vakságot olyasfajta szerencsétlenségnek tartottam, amiről az ember nem tehet, most először szembesültem a ténnyel, hogy ez az állapot nagyon is visszavezethető az önző és zsugori munkaadók teremtette rossz ipari körülményekre. Ráadásul ehhez még az áldatlan szociális helyzet is hozzájárul. A nőket a szegénység szégyenletes, vakságban végződő életre kényszeríti.
Az utolsó mondat a prostitúcióra és a vakságot okozó szifiliszre utal.
Keller és barátja, Mark Twain egyaránt radikális nézeteikkel voltak jelen a 20. század eleji amerikai szociális és politikai helyzetben, következésképp politikai álláspontjukat igyekeztek elrejteni a köztudat elől.

## Jószolgálati tevékenységei
Helen Keller a jószolgálati céllal létrehozott Lions mozgalom 1925-ös ohioban megtartott konvencióján felszólította a szervezet tagjait, hogy "legyenek a vakok lovagjai a sötétség elleni Kereszteshadjáratban." Ezen időponttól Lions mozgalom legfőbb célkitűzése: harcoljanak a megelőzhető és visszafordítható vakság ellen.

## Írásai
Keller egyik legkorábbi írása tizenegy éves korából való (1891), és a „The Frost King” (A Fagykirály) címet viseli. Egyesek szerint a mű Margaret Canby The Frost Fairies (A Fagytündérek) című történetének plagizálása. Az ügy vizsgálata során fény derült arra, hogy Kellernek valószínűleg kriptomnéziája lehetett, azaz miután valamikor felolvasták neki Canby történetét, az emlék a tudatalattijában rejtve megmaradt, és mivel a felolvasás eseményét elfelejtette, a történetet úgy adta vissza, mintha maga találta volna ki.
23 éves korában (1903) Sullivan és férje segítségével Keller kiadta önéletírását, amelyet főiskolás diákként írt. A kötet 21 éves koráig tartó életéről szól, és tartalmazza Keller levelezését.
1908-ban Helen megírta a „The World I Live In” (A világ, amelyben élek) című alkotását, amiben bepillantást enged az olvasóknak a világgal kapcsolatos érzéseibe. Az „Out of the Dark” (A sötétségből kifelé) egy szocializmusról szóló esszésorozat, 1913-ban jelent meg.
Spirituális önéletrajzi írása, a My Religion (Az én vallásom), 1927-ben látott napvilágot, majd Light in my Darkness (Fény a sötétségemben) címen újra kiadták. Kiállt a sokat vitatott misztikus Emanuel Swedenborg – aki állítása szerint látta az utolsó ítéletet és Jézus Krisztus második eljövetelét – tanai és az őt követő swedenborgiánusok mellett.
Keller összesen 12 könyvet és számos cikket írt.

## Akita kutya
Amikor Keller japáni útja során ellátogatott Akita prefektúrába 1937 júliusában, érdeklődött az 1935-ben elpusztult Hacsikó, a híres akita kutya iránt. Elmondta egy japánnak, hogy szeretne egy akita kutyát. Egy hónap múlva megajándékozták a Kamikaze-go nevű kutyával. Amikor az eb kutyabetegségben kimúlt, a japán kormány hivatalosan Kellernek ajándékozta a kutya Kenzan-go névre hallgató testvérbátyját. Kellernek tulajdonítják, hogy ezt a kutyafajtát az említett két példány segítségével megismertette az Egyesült Államokban. 1938-ra meghatározták a fajtatisztaság standardját és kutyabemutatókat tartottak, de ez a tevékenység a második világháború kitörésekor megszűnt. Keller a következőt írta az Akita Journal-ban (Akita hírmondó):
Ha létezett valaha bundás angyal, az Kamikaze volt. Tudom, sosem fogok ugyanilyen gyengéd érzelmeket táplálni egyetlen házikedvenc iránt sem. Az Akita fajtában minden, engem vonzó tulajdonság megtalálható – gyengéd, megbízható és barátságos.

## Időskora
Keller több ízben kapott stroke-ot 1961 során, így életének utolsó éveit otthonában kellett töltenie.
1964. szeptember 14-én Lyndon B. Johnson elnök a Szabadságért Elnöki Érdemérmet adományozta Helen Kellernek, ami az Egyesült Államok két legrangosabb állampolgári kitüntetései egyike. 1965-ben a New York-i Világkiállításon a Leghíresebb Hölgyek közé választották.
Keller idős korának nagy részét a Vakok Amerikai Alapítványának javára szolgáló pénzgyűjtésnek szentelte. Álmában érte a halál 1968. június 1-jén, 26 nappal 88. születésnapja előtt, connecticuti otthonában, Arcan Ridge-ben. Gyászszertartására Washingtonban került sor, a Nemzeti Katedrálisban. Hamvait ott helyezték örök nyugalomra, állandó társai, Anne Sullivan és Polly Thompson földi maradványai mellé.

## Posztumusz kitüntetései

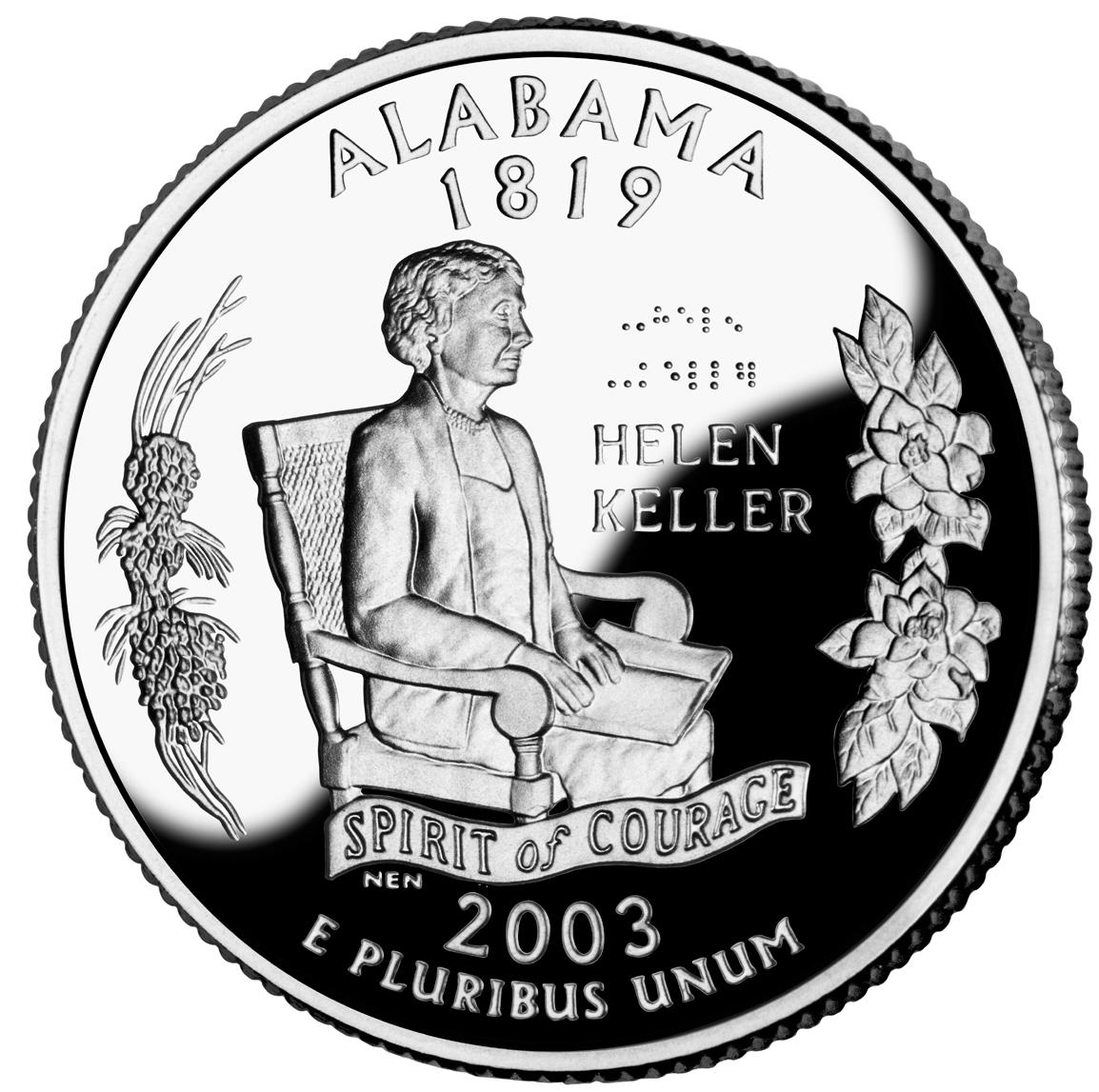
Helen Keller ábrázolása az Alabamában használt negyeddollároson

- 1999-ben Keller felkerült a Gallup által létrehozott „A 20. század legkedveltebb alakjai” című listára.
- 2003-ban Alabama híres leányának ajánlotta az itt vert negyeddollárost.[23]
- Az Alabama állambeli Sheffieldben róla neveztek el egy kórházat.[24]

## Helen Keller ábrázolásai
Keller életét több formában feldolgozták. Szerepelt a Deliverance (Szó-kimondás) című, róla szóló 1919-es némafilmben, amely melodramatikus, allegorikus stílusban meséli el életét.
A The Miracle Worker (Csodatévő) egy drámai irodalmi ciklus, amelyet kizárólag Keller önéletírásából alkottak. A különféle drámák mind Keller és Sullivan kapcsolatát ábrázolják, ahogyan a tanár a gyermeket a szinte állati vadságból a műveltség, aktivitás, és ismert értelmiségiek körébe vezette. A ciklusok közös címe Mark Twaintől való, aki „csodatévőként” emlegette Sullivant.
A drámákból először 1957-ben készült a Playhouse 90 című tévéjáték, amelynek forgatókönyvét William Gibson írta. A könyvből 1959-ben Broadway-előadást rendezett, és ebből készült 1962-ben az az Oscar-díjas film, amelyet 2000-ben a Disney stúdió újra feldolgozott. Ez utóbbi az első olyan film, amelyben megjelenik, hogy Keller a társadalmi esélyegyenlőség szószólója volt. Több dokumentumfilmet és tévéfilmet készítettek az életéről.
A hindi Bollywood-féle, 2005-ös Black (Fekete) című mozi javarészt Keller történetén alapul gyermekkorától a diplomaszerzéséig. Ugyanabban az évben a Swedenborg Alapítvány bemutatta a Shining Soul: Helen Keller's Spiritual Life and Legacy (Ragyogó lélek: Helen Keller spirituális élete és öröksége) című dokumentumfilmet. A film központi témája, miképp hatott Emanuel Swedenborg spirituális teológiája Keller életére, és mennyire inspirálta ez a három fogyatékossága: vaksága, siketsége és súlyos beszédnehézségének legyőzésére.
2008-ban az Arcana Comics megkezdte a Helen Killer című képregény kiadását, amelyben a főiskolás korú Keller egy olyan eszközt kap, amellyel nemcsak látni és hallani lesz képes, hanem annyira javítja a fizikai képességeit, hogy felbérelik az Egyesült Államok elnökének védelmére.

## Keller művei
- The Story of My Life bevezetővel
- Helen Keller: Csöndes, sötét világom (MEK)
- Keller, Helen. The World I Live In, NYRB Classics 2004, New York: NYRB Classics [1908] (2004). ISBN 978-1590170670
- Keller, Helen. Light in my Darkness, 2nd Edition, Chrysalis Books [1927] (2000). ISBN 978-0877853985

### Magyarul
- Helen Keller siket-néma-vak leány önéletleírása; ford., átdolg., bev. Boros György; Franklin, Bp., 1905
- Helen Keller és Anne Sullivan / Helen Keller: Életem története / Anne Mansfield Sullivan levelei Mrs. Sophia C. Hopkinsnek; ford. Kardos Klára; függelék Helen Keller: Optimizmus. Esszé; ford., bev. Sántha Máté; Prugg, Eisenstadt, 1976
- Csöndes, sötét világom. Egy siket-néma-vak leány önéletírása; ford. Boros György; Pont, Bp., 1997 
  - (Szakadékból a fényre címen is)
- Keresztény újkinyilatkoztatás. Kezdőknek és haladóknak. 4. Szívbéli világosságom. Egy süket, néma és vak leány írásából; Szeretet és Hit a Jövőért Alapítvány, Miskolc 2007
- Szakadékból a fényre. Az akarat győzelme. Helen Keller küzdelmes élete; ford. Sántha Máté; Kairosz, Bp., 2008
  - (Csöndes, sötét világom címen is, Anne Mansfield Sullivannek Sophia C. Hopkinsnak írott leveleivel)

## Fordítás
- Ez a szócikk részben vagy egészben  a   Helen Keller című angol Wikipédia-szócikk ezen változatának fordításán alapul.  Az eredeti cikk szerkesztőit annak laptörténete sorolja fel. Ez a jelzés csupán a megfogalmazás eredetét és a szerzői jogokat jelzi, nem szolgál a cikkben szereplő információk forrásmegjelöléseként.

### Politika
- Marxists Internetes Archívum: Helen Keller Referencia.
- "Hogyan lettem szocialista", Helen Keller, 1912-11-03
- "A problematikus ikon újragondolása" Archiválva 2008. április 5-i dátummal a Wayback Machine-ben Szembeállítja Keller fogyatékos szentként történő ábrázolását a valós társadalmi és politikai tevékenységével (angolul)
- Annie Sullivan bemutatja Hellen Kellerrel való kommunikációját (Facebook-videó)

### Egyéb
- Vakok Amerikai Alapítványa Helen Keller gyűjtemény
- Helen Keller Gyermekmúzeum Online
- Helen Keller Szolgálat a vakokért
- 1925 interjú a Minneapolis Daily Star-ban, angolul
- gyászjelentés a The New York Timesban